# Provincia Southern, Sierra Leone
Provincia Southern este una dintre cele 4 unități administrativ-teritoriale de gradul I ale statului Sierra Leone. 
Structura etnică a provinciei este dominată de grupul Mende.
Aici se află 4 districte (subdiviziuni de gradul II):
- Bo, reședința Bo
- Bonthe, reședința Mattru Jong
- Moyamba, reședința  Moyamba
- Pujehun, reședința  Pujehun